# Schistostege lugubrata
Schistostege lugubrata är en fjärilsart som beskrevs av Hartig 1968. Schistostege lugubrata ingår i släktet Schistostege och familjen mätare. Inga underarter finns listade.